# Иран и государственный терроризм
После иранской революции 1979 года правительство Исламской Республики Иран обвинялось рядом стран в обучении, финансировании и предоставлении оружия и убежищ негосударственным воинствующим субъектам, таким как «Хезболла» в Ливане, «ХАМАС» в секторе Газы и другим палестинским группам, таким как Палестинский исламский джихад (PIJ) и Народный фронт освобождения Палестины — Главное командование (НФОП-ГК). Ряд стран и международных организаций признали эти группы террористическими; однако Иран считает такие группы «национально-освободительными движениями» с правом на самооборону от «израильской военной оккупации».
Ряд стран (Аргентина, Таиланд, Албания, Дания, Франция, Индия, Кения, США) также обвинили правительство Ирана, особенно его вооруженные силы, Корпус стражей исламской революции в планировании убийств или взрывов в своих и других странах против предполагаемых врагов иранского правительства.

## Корпус стражей исламской революции
После падения шаха в 1979 году Исламская Республика Иран создала Корпус стражей исламской революции (КСИР) для продвижения внутри страны социальной политики нового правительства. Корпус стражей исламской революции обвиняется в распространении своей идеологии в соседних регионах посредством подготовки и финансированием «террористических организаций». К 1986 году КСИР насчитывал 350 000 членов и имел небольшие военно-морские и военно-воздушные силы. К 1996 году её сухопутные силы насчитывали 100 000 человек, а военно-морские силы — 20 000 человек. Предполагается, что они используют силы «Кудс» для подготовки исламских боевиков.
В 1995 году Стражи исламской революции провели конференцию с международными организациями, обвиняемыми в терроризме, включая Японскую Красную армию, Армянскую секретную армию, Рабочую партию Курдистана, Иракскую партию Да’ва, Исламский фронт освобождения Бахрейна и «Хезболлу» в Бейруте с единственной целью — предоставить обучение и оружие этим организациям, помочь в дестабилизации стран Персидского залива и оказать помощь боевикам в этих странах в замене существующих правительств режимами, связанными с Ираном.
Государственный департамент США заявил, что КСИР оказывает поддержку ХАМАСу, Хезболле и Палестинскому исламскому джихаду в борьбе против Израиля, одновременно помогая иракским повстанцам на юге Ирака.

### Признание террористической организацией
15 апреля 2019 года США официально признали элитный иранский КСИР иностранной террористической организацией. Это последовало за более ранним заявлением президента США Дональда Трампа от 8 апреля 2019  о том, что он объявит иранскую элиту КСИР террористической организацией.
В настоящее время КСИР признан террористической организацией Бахрейном, Канадой, Саудовской Аравией, Швецией, Бельгией и Соединенными Штатами Америки Подразделение «Кудс» КСИР признано террористической организацией большинством вышеупомянутых стран, а также Израилем..
Евросоюз внес КСИР в список террористов в 2024 году.

## Деятельность в других странах

### Албания
19 декабря 2018 года Албания выслала из страны посла Ирана Голамхосейна Мохаммаднию и ещё одного иранского дипломата за «участие в деятельности, наносящей ущерб безопасности страны», за «нарушение их дипломатического статуса и поддержку терроризма». Высланные иранцы предположительно планировали террористические атаки в стране, в том числе по отношению к мероприятиям MEK\PMOI с целью заставить замолчать диссидентов.
В июле 2022 года иранские государственные киберпреступники, назвавшие себя «Справедливостью Родины», начали разрушительную кибератаку против правительства Албании, сделав веб-сайты и услуги недоступными. Расследование ФБР показало, что иранские государственные киберпреступники получили доступ к албанской сети примерно за 14 месяцев до начала атаки. 18 июля HomeLand Justice взяла на себя ответственность за кибератаку. В сентябре 2022 года те же субъекты запустили ещё одну волну кибератак на албанскую инфраструктуру, используя те же вредоносные программы, что и июльские кибератаки. В результате Албания официально разорвала дипломатические отношения с Ираном и приказала сотрудникам иранского посольства покинуть страну, ссылаясь на кибератаки.

### Бахрейн
30 сентября 2015 года силы безопасности Бахрейна обнаружили крупный завод по производству бомб в Нувайдрате и арестовали ряд подозреваемых, связанных со Стражами иранской революции. На следующий день, 1 октября, Бахрейн отозвал своего посла в Иране и попросил исполняющего обязанности поверенного в делах Ирана покинуть королевство в течение 72 часов после того, как он был объявлен персоной нон-грата. Решение Бахрейна отозвать своего посла было принято «в свете продолжающегося вмешательства Ирана в дела королевства Бахрейн с целью разжечь межрелигиозную рознь и навязать гегемонию и контроль».
6 января 2016 года Бахрейн заявил, что ликвидировал террористическую ячейку, предположительно связанную со Стражами исламской революции и «Хезболлой». Министерство внутренних дел Бахрейна заявило, что ячейка планировала осуществить «серию опасных взрывов» в королевстве, и что многие её члены были арестованы, в том числе лидеры группировки, 33-летние близнецы Али и Мохаммед Фахрави.

### Индия
В июле 2012 года газета The Times of India сообщила, что полиция Нью-Дели пришла к выводу, что ответственность за нападение 13 февраля 2012 года, во время которого произошел взрыв бомбы, направленный против израильского дипломата в Нью-Дели и ранению сотрудника посольства, местного служащего и двоих прохожих, несут террористы, принадлежащие к подразделению иранских вооруженных сил — Стражам иранской революции. Согласно отчету, Стражи исламской революции, возможно, планировали и другие нападения на израильские объекты по всему миру.

### Израиль
Иран не признает Израиль как государство и оказывает поддержку ХАМАСу, Хезболле и Палестинскому исламскому джихаду.

### ХАМАС
Иран поставляет политическую государственную поддержку и оружие ХАМАСу, организации, классифицированной Израилем, Соединёнными Штатами, Великобританией, Канадой, Европейским Союзом, Египтом, Австралией и Японией как террористическая организация. Махмуд Аббас, президент Палестинской национальной администрации, заявил: «ХАМАС финансируется Ираном. ХАМАС утверждает, что финансируется за счет пожертвований, но эти пожертвования не имеют ничего общего с тем, что он получает от Ирана». По данным Министерства иностранных дел Израиля, с 2000 по 2004 год ХАМАС несёт ответственность за убийство почти 400 израильтян и ранение более 2000 в результате 425 нападений. С 2001 по май 2008 года ХАМАС выпустил по Израилю более 3000 ракет «Кассам» и 2500 миномётных обстрелов.
Самая смертоносная атака террористов произошла 7 октября 2023 года, когда группа начала тщательно продуманное и скоординированное внезапное наступление на Израиль, начавшееся с обстрела из не менее 3000 ракет и нападения примерно 2500 террористов, которые прорвали барьер между сектором Газа и Израилем, нападали на военные базы и убивали мирных жителей в соседних израильских поселениях. По меньшей мере 1400 израильтян были убиты включая женщин и детей.